# Pauline Pfeif
Pauline Alexandra Pfeif (Berlín, 7 de mayo de 2002) es una deportista alemana que compite en saltos de plataforma.
Ganó una medalla de plata en el Campeonato Mundial de Natación de 2025 y cuatro medallas en el Campeonato Europeo de Saltos de 2025.

## Palmarés internacional
| Campeonato Mundial | Campeonato Mundial  | Campeonato Mundial | Campeonato Mundial           |
| Año                | Lugar               | Medalla            | Prueba                       |
| ------------------ | ------------------- | ------------------ | ---------------------------- |
| 2025               | Singapur (Singapur) | Medalla de plata   | Plataforma 10 m              |
| Campeonato Europeo |                     |                    |                              |
| Año                | Lugar               | Medalla            | Prueba                       |
| 2025               | Antalya (Turquía)   | Medalla de plata   | Plataforma 10 m              |
| 2025               | Antalya (Turquía)   | Medalla de plata   | Equipo mixto                 |
| 2025               | Antalya (Turquía)   | Medalla de bronce  | Plataforma 10 m sincro       |
| 2025               | Antalya (Turquía)   | Medalla de bronce  | Plataforma 10 m sincro mixto |